# NGC 2366

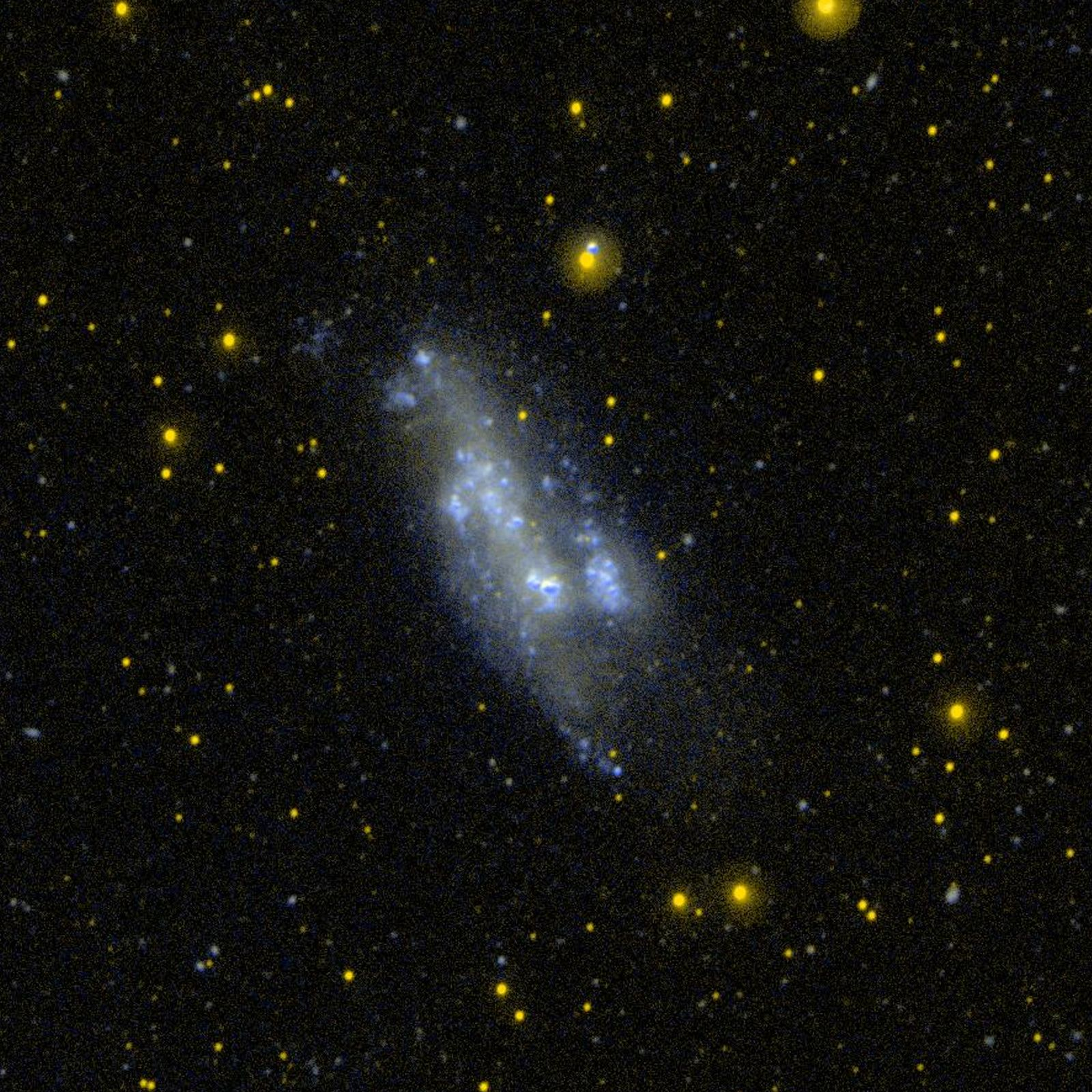
NGC 2366

NGC 2366 és una galàxia irregular allunyada de la Terra aproximadament uns 11,43 milions d'anys llum. Està localitzada en la constel·lació de la Girafa.

## Descobriment

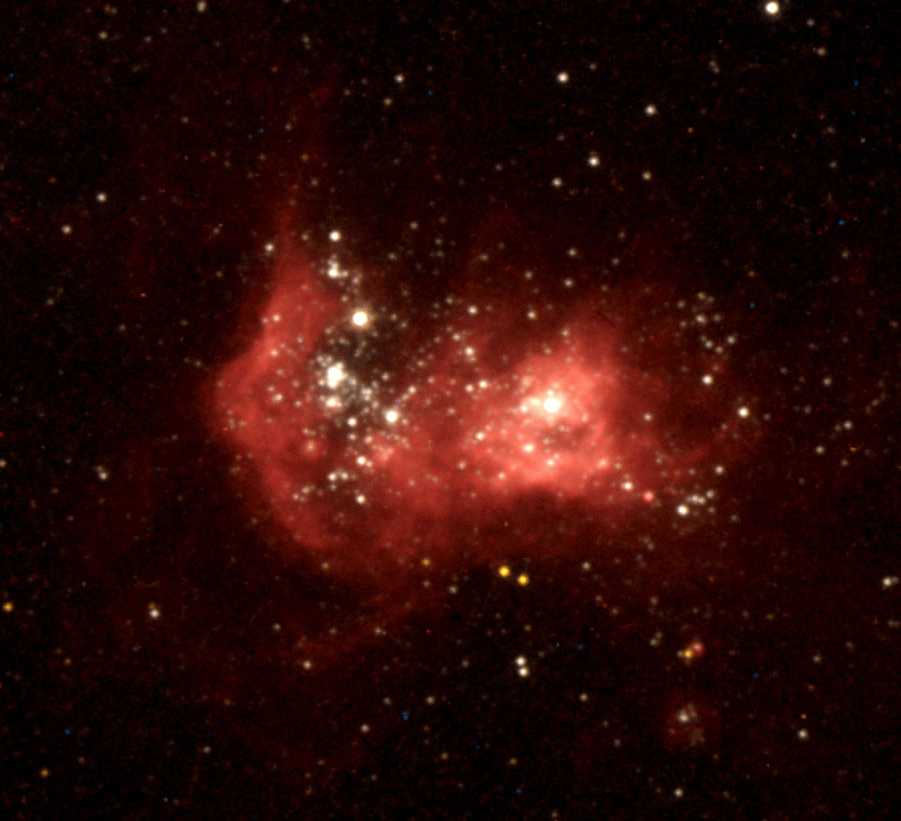
NGC 2366

La galàxia NGC 2366 va ser descoberta el 3 de desembre de 1788 per l'astrònom britànic-alemany Wilhelm Herschel.